# VfB Barmen
VfB Barmen was een Duitse voetbalclub uit Barmen, Noordrijn-Westfalen.

## Geschiedenis
De club werd opgericht in 1906 als FC Preußen Barmen. De club sloot zich aan bij de West-Duitse voetbalbond. De eerste jaren speelde de club in de lagere klassen en stond in de schaduw van stadsrivaal BV Barmen. In 1915/16 speelde de club voor het eerst in de hoogste klasse van de Zuidrijncompetitie. Door de gebeurtenissen in de Eerste Wereldoorlog werd deze in verschillende groepen gespeeld, in het district Berg waren drie groepen. Preußen werd groepswinnaar met bijna het maximum van de punten. In de finaleronde nam de club het op tegen SV Germania 07 Elberfeld en won met 3:0, echter was er geen verdere eindronde meer.
In 1919 nam de club de naam VfB Barmen aan en ging in de competitie van Bergisch-Mark speeln, maar slaagde er niet meer in te promoveren naar de hoogste klasse. De stadsrivalen speelden intussen in de tweede klasse en nadat de competitie ingekrimpt werd moest ook VfB naar de tweede klasse in 1921 en slaagde er niet meer in te promoveren.
In 1924 fuseerde de club met TuSV 1872 Barmen en BV Barmen tot Sportfreunde Schwarz-Weiß Barmen.

## Erelijst
Kampioen Zuidrijn-Berg
1916